# اروه ویلشز
اِروه ویلشز (به فرانسوی: Hervé Villechaize) (زاده ۲۳ آوریل ۱۹۴۳-درگذشته ۴ سپتامبر ۱۹۹۳) بازیگر فرانسوی بود.
از فیلم‌های معروف او می‌توان به بازی در فیلم مردی با طپانچه طلایی اشاره کرد.